# Sul tasto
Sul tasto (it). también sulla tastiera o sur la touche. Término italiano utilizado para denominar un golpe de arco, de los clasificados como no convencionales, en que el arco excita la cuerda en un punto cercano al diapasón. Podríamos decir que es el golpe de arco opuesto al que se produce cuando el arco toca las cuerdas en las cercanías del puente (sul ponticello). Existe también gran variedad de timbres dependiendo de si el punto de contacto del arco con la cuerda se produce a mayor o menor distancia del diapasón. Deberemos tener en cuenta las leyes de Thomas Young en las que se describe la resultante tímbrica cuando el arco toca las cuerdas en los nodos o en las crestas de las ondas de los distintos sonidos armónicos que suenan al excitar la cuerda.

## Variantes
Una variante del sul tasto es el flautato o flautando, consiste en conducir el arco sobre el final del diapasón aumentando ligeramente la velocidad y la presión, este golpe suele producirse en la punta del arco y ligeramente oblicuo a las cuerdas, perdiendo la perpendicularidad con el puente del instrumento por la inclinación de la punta hacia el instrumento. El timbre del sonido resultante se asemeja al de una flauta. Carl Flesh explica en su libro Los problemas del sonido en el violín, las diferentes posibilidades de conducción del arco relacionadas, precisamente, con los diferentes ataques en el punto de contacto del arco con la cuerda.
Otra variante de este golpe se produce cuando el arco genera el sonido al pasar por detrás de la mano izquierda. Podemos encontrar este efecto en la literatura contemporánea, sirva de ejemplo la pieza de George Crumb, Eleven Echoes of Autumn de 1965. 

## Clasificación
Este recurso sonoro se encuentra dentro de la clasificación de técnicas extendidas, dentro de éstas, entre los sonidos no convencionales realizados por instrumentos de cuerda frotada, podemos añadir además: el sonido sul ponticello, el sonido sub ponticello, y el resultante de pasar el arco bajo las cuerdas.

## Ejemplos a lo largo de la historia
Para David D.Boyden, el comentario que Ganassi hace en su Regola Rubertina acerca de la utilización del arco más cerca del puente o más cerca del diapasón no dejan obligatoriamente constancia de que los arcos Sul ponticello o sulla trastiera existieran tal y como se conocen en la actualidad, según este autor, fue a principios del siglo XVI con autores como Carlo Farina, cuando se generaliza su práctica entre los instrumentistas de cuerda. Para este mismo autor, el hecho de que no se mencione nada de estos efectos, ya ampliamente conocidos, en la Escuela de violín de Leopoldo Mozart sólo indica que estos efectos no eran muy de agrado del autor.
La música del siglo XX ha explotado estos efectos sonoros que podemos descubrir en numerosísimos ejemplos, valgan los siguientes: 
Allegro Misterioso. Suite lírica de Berg http://imslp.org/wiki/Lyrische_Suite_(Berg%2C_Alban)
George Crumb. Black Angels. En esta pieza, el autor pide a los intérpretes de violín que se coloquen el instrumento entre las piernas como si fuera un violonchelo para tocar con el arco por detrás de los dedos de la mano izquierda. Esta es la página oficial de George Crumb